# Stagonomus bipunctatus
Stagonomus (Dalleria) bipunctatus ist eine Wanzenart aus der Familie der Baumwanzen (Pentatomidae).

## Merkmale
Die 4,5 bis 6,2 Millimeter langen Wanzen sind kastanienbraun gefärbt. Die Oberfläche weist zahlreiche winzige dunkle Vertiefungen auf. An den Ecken an der Basis des Schildchens (Scutellum) befindet sich jeweils ein größerer heller Fleck, am unteren Ende des Schildchens ein dunkler Fleck. Das vierte und fünfte Fühlerglied sind rötlich gefärbt (im Unterschied zur ähnlichen Art Stagonomus amoenus).

## Verbreitung
Die Art ist in weiten Teilen Europas verbreitet.

## Lebensweise
Zu den Futterpflanzen von Stagonomus bipunctatus gehören hauptsächlich Pflanzen aus der Familie der Lippenblütler (Lamiaceae). Hierzu zählt der Echte Ehrenpreis (Veronica officinalis), der Gewöhnliche Natternkopf, verschiedene Günsel-Arten (Ajuga), der Buntschopf-Salbei (Salvia viridis), das Orientalische Helmkraut (Scutellaria orientalis), der Berg-Gamander (Teucrium montanum) sowie Königskerzen (Verbascum).

## Etymologie
Der Artzusatz bipunctatus leitet sich aus dem Lateinischen ab und bedeutet „zweifleckig“.

## Systematik
Aus der Literatur sind folgende Synonyme bekannt:
- Cimex bipunctatus Linnaeus, 1758
- Pentatoma pusillus Herrich-Schäffer, 1833